# Nadhum Shaker
Nadhum Shaker Salim (Baghdad, 13 aprile 1958 – Erbil, 11 settembre 2020) è stato un calciatore iracheno, di ruolo difensore.

## Biografia
Con la Nazionale irachena partecipò ai Mondiali 1986 disputando 3 partite.
Shaker è morto nel settembre del 2020, vittima di complicazioni da Covid-19.